# Daniel Goleman
Daniel Goleman, född 7 mars 1946, är en amerikansk författare och vetenskapsjournalist. 
I tolv år skrev han för The New York Times, där han rapporterade om hjärnan och beteendevetenskap.  Hans bok Känslans intelligens var på New York Times bästsäljarlista i ett och ett halvt år, var en bästsäljare i många länder och är tryckt på över på 40 språk.  Bortsett från hans böcker om känslomässig intelligens har Goleman skrivit böcker om ämnen som självbedrägeri, kreativitet, öppenhet, meditation, social och emotionell inlärning, ekolitteratur och ekologisk kris samt Dalai Lamas vision för framtiden. 